# A Leeds United FC és a Manchester United FC rivalizálása
A Leeds United FC és a Manchester FC rivalizálása (vagy Rózsák derbije) a Leeds United és a Manchester United észak-angol labdarúgóklubok közötti rivalizálás. Az ellentétek a Lancashire és Yorkshire megyék közötti feszültségekből származik, ami még a 15. században kezdődött a rózsák háborúja idején. Ugyan Leeds és Manchester egymástól 40 kilométerre fekszik, a hagyományok megmaradtak és a két csapat közötti találkozók még napjainkban is fontosak mindkét együttesnek. A Football Fans Census által készített kutatás szerint a Leeds és a Manchester United rajongói is a három legnagyobb riválisaik között tekintik egymást.
A múltban a rivalizálás nem csak a pályán mutatkozott meg, a feszültségek a csúcspontot az 1970-es években érték el, amikor a huliganizmus a legnépszerűbb volt Angliában. A Leeds United Service Crew és a Manchester United Vörös Hadserege közötti megütközések nagyon gyakoriak voltak, gyakran a legerőszakosabb találkozások voltak az országban. Nagyon sokan megsérültek az ütközetek közben, de az évtized végét követően az erőszakos konfrontációk száma visszaesett. A The Daily Telegraph Anglia „legintenzívebb, megmagyarázhatatlan rivalizálásának nevezte,” míg Sir Alex Ferguson az egyik legjobb derbinek nevezte.
Azt követően, hogy a Leeds kiesett az első osztályból 1982-ben, a két csapat szurkolótáborai egyre ritkábban találkoztak. Mire a Leeds visszatért az első osztályba az 1990-es években, a huliganizmus problémája szinte teljesen eltűnt és ez napjainkig is így maradt. Ehhez hozzájárult az is, hogy 2004-ben a Leeds ismét kiesett a Premier League-ből, 2020-ig mindössze kétszer találkozott a két csapat. A Leeds rajongói még mindig a Manchester Unitedet tekintették a legnagyobb riválisuknak, míg a Vörös Ördögök szurkolói között a lista a következő volt: Liverpool, Manchester City, Chelsea és Arsenal. A rivalizálás újra életre kelt a 2020–2021-es szezontól, miután a Leeds feljutott az első osztályba. A két csapat első mérkőzésén 2020-ban 6–2-re nyert a United. Trófeákat tekintve a Vörös Ördögök egyértelműen sikeresebbek, 66 címet nyertek el, míg a Leeds csak kilencet.

## Statisztika
Frissítve: 2023. február 26.

### Általános
| Kiírás    | Leeds-győzelmek | Döntetlen | Manchester-győzelmek | Leeds-gólok | Manchester-gólok |
| --------- | --------------- | --------- | -------------------- | ----------- | ---------------- |
| Bajnokság | 23              | 34        | 41                   | 105         | 146              |
| FA-Kupa   | 3               | 3         | 4                    | 5           | 10               |
| Ligakupa  | 0               | 0         | 6                    | 4           | 12               |
| Összesen  | 26              | 37        | 51                   | 114         | 168              |

### Legutóbbi öt találkozó
| Dátum               | Hazai csapat      | Eredmény | Vendég csapat     | Helyszín     | Kiírás         |
| ------------------- | ----------------- | -------- | ----------------- | ------------ | -------------- |
| 2020. december 20.  | Manchester United | 6–2      | Leeds United      | Old Trafford | Premier League |
| 2021. április 25.   | Leeds United      | 0–0      | Manchester United | Elland Road  | Premier League |
| 2021. augusztus 14. | Manchester United | 5–1      | Leeds United      | Old Trafford | Premier League |
| 2022. február 20.   | Leeds United      | 2–4      | Manchester United | Elland Road  | Premier League |
| 2023. február 8.    | Manchester United | 2–2      | Leeds United      | Old Trafford | Premier League |
| 2023. február 12.   | Leeds United      | 0–2      | Manchester United | Elland Road  | Premier League |

### Legtöbb pályára lépés
| Csapat            | Játékos        | Bajnokság | FA-Kupa | Ligakupa | Összesen |
| ----------------- | -------------- | --------- | ------- | -------- | -------- |
| Leeds United      | Jack Charlton  | 22        | 5       | 0        | 27       |
| Leeds United      | Paul Reaney    | 21        | 6       | 0        | 27       |
| Manchester United | Bobby Charlton | 24        | 5       | 0        | 29       |

### Legtöbb gól
| Csapat            | Játékos        | Bajnokság | FA-Kupa | Ligakupa | Összesen |
| ----------------- | -------------- | --------- | ------- | -------- | -------- |
| Leeds United      | Mick Jones     | 7         | 0       | 0        | 7        |
| Manchester United | Bobby Charlton | 9         | 0       | 0        | 9        |

- Legtöbb gól egy mérkőzésen:
  - A Leeds United színeiben: 3
    - Mick Jones, Leeds United 5–1 Manchester United, 1972. február 19.

  - A Manchester United színeiben: 3
    - Stan Pearson, Manchester United 4–0 Leeds United, 1951. január 27.
    - Andy Ritchie, Manchester United 4–1 Leeds United, 1979. március 24.
    - Dennis Viollet, Manchester United 4–0 Leeds United, 1959. március 21.
    - Bruno Fernandes, Manchester United 5–1 Leeds United, 2021. augusztus 14.

### Nézőszámok
- Legtöbb néző:
  - Leeds United pályáján: 52 368 – Leeds United 0–1 Manchester United, 1965. április 17.
  - Manchester United pályáján: 74 526 – Manchester United 0–1 Leeds United, 2010. január 3.
- Legkevesebb néző:
  - Leeds United pályáján: 10 596 – Leeds United 3–1 Manchester United, 1930. április 26.
  - Manchester United pályáján: 9 512 – Manchester United 2–5 Leeds United, 1931. november 7.

## Trófeák
Frissítve: 2023. február 26.
| Team              | Bajnokság | FA-Kupa | Ligakupa | Angol szuperkupa | BEK/BL | UEFA-Kupa | KEK | Európai szuperkupa | Vásárvárosok kupája | Interkontinentális kupa | Klubvilágbajnokság | Összesen |
| ----------------- | --------- | ------- | -------- | ---------------- | ------ | --------- | --- | ------------------ | ------------------- | ----------------------- | ------------------ | -------- |
| Leeds United      | 3         | 1       | 1        | 2                | 0      | 0         | 0   | 0                  | 2                   | 0                       | 0                  | 9        |
| Manchester United | 20        | 12      | 6        | 21               | 3      | 1         | 1   | 1                  | 0                   | 1                       | 1                  | 67       |
| Összesen          | 23        | 13      | 7        | 23               | 3      | 3         | 1   | 1                  | 2                   | 1                       | 1                  | 76       |

1. ↑  Négy megosztva

## Átigazolások

### Leeds-ből Manchesterbe
| Név            | Dátum              | Átigazolási összeg | For.                 |
| -------------- | ------------------ | ------------------ | -------------------- |
| Joe Jordan     | 1978. január 4.    | £350 000           | [ 16 ] [ 17 ]        |
| Gordon McQueen | 1978. február 1.   | £500 000           | [ 16 ] [ 18 ]        |
| Arthur Graham  | 1983. augusztus 1. | £65 000            | [ 16 ] [ 19 ]        |
| Éric Cantona   | 1992. november 12. | £1 200 000         | [ 16 ] [ 20 ]        |
| Rio Ferdinand  | 2002. július 22.   | £29 100 000        | [ 16 ] [ 21 ]        |
| Alan Smith     | 2004. május 26.    | £7 000 000         | [ 16 ] [ 23 ] [ 24 ] |

1. ↑  Játékoscsere részeként

### Manchesterből Leeds-be
| Név                       | Dátum               | Átigazolási összeg | For.          |
| ------------------------- | ------------------- | ------------------ | ------------- |
| Freddie Goodwin           | 16 March 1960       | £10 000            | [ 16 ] [ 25 ] |
| Johnny Giles              | 1 August 1963       | £33 000            | [ 16 ] [ 26 ] |
| Brian Greenhoff           | 1 August 1979       | £350 000           | [ 16 ] [ 27 ] |
| Gordon Strachan           | 21 March 1989       | £300 000           | [ 16 ] [ 28 ] |
| Lee Sharpe                | 14 August 1996      | £4 500 000         | [ 16 ] [ 29 ] |
| Danny Pugh                | 27 May 2004         | játékoscsere       | [ 16 ] [ 30 ] |
| Liam Miller               | 4 November 2005     | kölcsönben         | [ 16 ] [ 31 ] |
| Scott Wootton             | 21 September 2013   | ismeretlen         | [ 32 ]        |
| Cameron Borthwick-Jackson | 2017. augusztus 7.  | kölcsönben         | [ 33 ]        |
| Daniel James              | 2021. augusztus 31. | £25 000 000        | [ 34 ]        |